# Maria Rius i Camps
Maria Rius i Camps (Sant Pere de Riudebitlles, 1938) es una ilustradora española. Fundadora de la Asociación Profesional de Ilustradores de Cataluña (APIC), formó parte del grupo de ilustradores del Congreso de Cultura Catalana y ha trabajado activamente por el reconocimiento del trabajo de los ilustradores y las ilustradoras. Sus libros han sido publicados en más de veinticinco países y sus dibujos han sido expuestos en muestras individuales y colectivas. En 2018 fue galardonada con el Premio Nacional de Ilustración.

## Trayectoria
Con 8 años Rius i Camps se trasladó a Barcelona con su extensa familia (eran 11 hermanas y hermanos). Allí fue educada por su madre que había sido maestra durante la República. Estudió en la Escuela de artes y oficios de Barcelona (también llamada Escuela de la Lonja), donde se licenció en dibujo y pintura. Posteriormente, cursó estudios de diseño gráfico en la Kunstgewerberschule de Berna (Suiza) y de grafismo en la Kunstwerkschule de Münster (Alemania).
Rius i Camps alterna la ilustración infantil con la producción de imágenes para libros escolares. Su estilo se caracteriza por la delicadeza y la ingenuidad en los rostros y figuras infantiles, junto con una clara orientación realista impuesta por el carácter de estos textos, con figuras muy definidas y suaves tratamientos cromáticos. Técnicamente tiene preferencia por la pintura acrílica y el collage.
Además de ser fundadora de la APIC, asociación de la que fue presidenta, formó parte de un grupo de ilustradores del Congreso de Cultura catalana (CCC) y fue cofundadora del Consejo Catalán del Libro para Niños.
Entre sus referentes en el mundo de la ilustración está Mercè Llimona, Lola Anglada o Torné Esquius. Rius i Camps, que también ha sido profesora, explica muchas cosas a través de sus dibujos. De hecho, entiende la ilustración como una obra narrativa y lo hace utilizando la técnica que más se adapte a la historia. Ha ilustrado más de trescientos setenta libros, entre los que destacan:
- L'avet valent (Ed. La Galera)
- Per què canten els ocells (Ed. Teide)
- La Núria i el seu gat (Ed. Joventut)
- Guaraçú (Ed. La Galera)
- Kalyndi (Ed. Hymsa)
- Els nens (Ed. Parramon)
- Els cinc sentits (Ed. Parramon)
- El núvol de la son (Ed. P.A.M)
- L'elefant blau (Ed. Gakken; Japón)
- Macbeth (Ed. Proa)
- L'anell dels Nibelungs (Ed. Proa)
- El taxi de mi mamà (Ed. Mifflin; EUA)
- La Biblia (Ed. Claret)
- La nena que va pintar els cargols (Ed. Alfaguara)
- Parlem de Jesús (Ed. Claret)
- The four seasons (Ed. Barron's; EUA)
- Parcs i jardins de Barcelona (Ed. Mediterrània)
- Així és el Parc de Collserola (Ed. Mediterrània)
- The universe (Ed. Barron's; EUA) y (Ed. Autrey; México)
- La pipa ha perdut la son (Ed. Cruïlla)
- The 100 best games (Ed. Barron's; EUA)
- Déu té més d'un nom (Ed. Claret)
- La castanyera (Ed. Combel)
- L'Anna no vol fer-se gran (Ed. Cruïlla)
- Ayudemos a Blancanieves (Ed. S.M.)
- Les finestres de la Maria (Ed.Salòria)

Ha colaborado con las revistas Cavall Fort, Tretzevents, Dúnia, y los periódicos Avui, Diario de Barcelona o La Vanguardia, entre otros. También ha diseñado juegos educativos e ilustrado y diseñado carteles.
Algunos libros como La Biblia, Los Cinco Sentidos, Las Cuatro Estaciones o Los 100 mejores Juegos han sido publicados en el extranjero. Sus dibujos han sido expuestos en Cataluña, tanto en muestras individuales como colectivas, y en varias ciudades españolas y extranjeras. Ha publicado artículos y ponencias sobre ilustración infantil y juvenil. También ha colaborado con Unicef, Cáritas y otras organizaciones sin ánimo de lucro.
En el año 2018 se creó el Premio María Rius para reconocer la trayectoria a profesionales de la ilustración en el campo de la literatura infantil.
En el 2019 la Biblioteca de Catalunya ha ingresado una parte importante de los dibujos originales de diferentes obras.

## Premios
- 'Lazarillo' (1968) por el cuento Por qué cantan los pájaros de Amàlia Benet.[10]
- 'C.C.E.I' (1971, 1974).[11]
- 'Premio Crítica Serra d'Or de Literatura Infantil y Juvenil' (1979, 1981).[5]
- 'Premio de ilustración de la Generalitat de Catalunya' (1983).[3]
- Premio Junceda de Honor (2008).[12]
- El 2018 recibió la Cruz de Sant Jordi "por su significación en el ámbito de la ilustración infantil, con un estilo de orientación realista, marcado por la delicadeza, que entiende la ilustración como trabajo narrativo".[13]
- 'Premio Nacional de Ilustración 2018'.[4]